# Brierley Hill
Brierley Hill är en ort i unparished area Dudley, i distriktet Dudley, i Storbritannien. Den ligger i grevskapet West Midlands och riksdelen England, i den södra delen av landet, 170 km nordväst om huvudstaden London. Brierley Hill ligger 152 meter över havet och antalet invånare är 28 000. Brierley Hill var en civil parish 1894–1966 när blev den en del av Dudley, Stourbridge och Warley. Civil parish hade 56 075 invånare år 1961.
Terrängen runt Brierley Hill är huvudsakligen platt, men söderut är den kuperad. Terrängen runt Brierley Hill sluttar västerut. Runt Brierley Hill är det mycket tätbefolkat, med 1 886 invånare per kvadratkilometer. Närmaste större samhälle är Birmingham, 15,0 km öster om Brierley Hill. Runt Brierley Hill är det i huvudsak tätbebyggt.